# Saint-Rémy (Dordogne)
Saint-Rémy település Franciaországban, Dordogne megyében. Lakosainak száma 502 fő (2022. január 1.). Saint-Rémy Saint-Martial-d’Artenset, Saint-Méard-de-Gurçon, Saint-Martin-de-Gurson, Montpon-Ménestérol, Saint-Sauveur-Lalande és Saint-Géraud-de-Corps községekkel határos.

## Népesség
A település népessége az elmúlt években az alábbi módon változott:
| Lakosok száma | 359  | 338  | 358  | 427  | 448  | 499  | 516  | 508  | 504  | 502  |
|               | 1968 | 1982 | 1990 | 2006 | 2013 | 2015 | 2017 | 2019 | 2020 | 2022 |